# Leiognathus striatus
Leiognathus striatus är en fiskart som beskrevs av James och Badrudeen, 1991. Leiognathus striatus ingår i släktet Leiognathus och familjen Leiognathidae. Inga underarter finns listade i Catalogue of Life.